# (31317) 1998 GL8
1998 جي أل 8 (ويعرف أيضًا باسم (31317) 1998 جي أل 8 وفق تسمية الكوكب الصغير) (بالإنجليزية: 1998 GL8)‏ هو كويكب ضمن حزام الكويكبات؛ وترتيبه 31317 من حيث الاكتشاف.
اكتُشف هذا الجُرم الفلكي بواسطة بحث لنكولن عن الكويكبات القريبة من الأرض في 2 أبريل 1998.

## وصلات خارجية
- (31317) 1998 GL8 في قاعدة بيانات مختبر الدفع النفاث لأجرام النظام الشمسي الصغيرة

- الاكتشاف · مخطط المدار ·  العناصر المدارية · المعلمات المادية

- (31317) 1998 GL8 على موقع ويكي سكاي: DSS2, SDSS, GALEX, IRAS, Hydrogen α, X-Ray, Astrophoto, Sky Map, Articles and images